# FN's generalsekretær
FN's generalsekretær er leder af FN-sekretariatet, der er et af hovedorganerne i Forenede Nationer, og dermed de facto verdensorganisationens talsmand og leder. Den nuværende generalsekretær er António Guterres fra Portugal. Han har beklædt posten siden 1. januar 2017.
Ifølge FN-pagten er generalsekretæren "organisationens øverste administrative embedsmand", og handler som sådan ved at deltage i møderne i plenarforsamlingen, Sikkerhedsrådet, Det Økonomiske og Sociale Råd samt Forvaltningsrådet. Generalsekretæren skal desuden udarbejde en årlig beretning til plenarforsamlingen om FN's arbejde i det forgangne år. Pagten nævner dog samtidig, at generalsekretæren har mulighed for at henlede opmærksomheden på bestemte sager, der efter vedkommendes opfattelse kan true den fortsatte mellemfolkelige fred og sikkerhed.
Generalsekretæren har kontor i FN's hovedkvarter på Manhattan, New York City. Generalsekretærens embedsbolig er et fem-etagers byhus i Sutton Place-kvarteret på Manhattan. Huset blev doneret til FN i 1972.
FN's generalsekretærer vælges for en periode af fem år, som kan blive forlænget flere gange; dog har ingen til dato haft posten i mere end to perioder. Flertallet har siddet i to perioder. FN-pagten foreskriver, at generalsekretæren vælges af Generalforsamlingen efter nominering fra Sikkerhedsrådet. Teoretisk kan generalforsamlingen således afvise kandidaten, men dette er aldrig sket. Men i Sikkerhedsrådet kan kandidaten under nomineringen blive mødt med et veto af et de fem faste medlemmer af rådet. I praksis kan generalsekretæren ikke være fra et af disse fem lande, og der er tradition for lade generalsekretærposten gå på skift mellem regionerne (kontintenterne). Uofficielt er det et krav, at kandidaten kan tale flydende engelsk og fransk, idet disse er FN's officielle arbejdssprog.
De fleste generalsekretærer er kompromis-kandidater, der ikke tidligere har været særligt kendte, og som kommer fra mindre lande. Højprofilerede kandidater kommer sjældent i spil. Da posten som FN's første generalsekretær skulle vælges var kandidater som Charles de Gaulle, Dwight Eisenhower og Anthony Eden blevet foreslået, men de blev afvist til fordel for den ukontroversielle nordmand Trygve Lie.
I 1960'erne forsøgte den sovjetiske leder Nikita Khrusjtjov at få afskaffet generalsekretærposten. Det at der var et flertal af vestlige stater kombineret med, at hver stat havde én stemme betød, at generalsekretæren altid ville være fra et vestligt land. Det var Khrusjtjov imod, og han foreslog derfor at erstatte generalsekretæren med en trojka bestående af et medlem fra Vesten, et fra Østblokken og et fra de neutrale stater. Forslaget faldt, fordi de neutrale stater ikke støttede forslaget.

## FN's generalsekretærer
| Nr. | Navn                    | Ophavsland     | Periode                               | Bemærkning |
| --- | ----------------------- | -------------- | ------------------------------------- | --- |
|     | Gladwyn Jebb            | Storbritannien | 1945–1946                             | Fungerende generalsekretær indtil den første generalsekretær blev valgt |
| 1   | Trygve Lie              | Norge          | 2. februar 1946 – 10. november 1952   | Gik af |
| 2   | Dag Hammarskjöld        | Sverige        | 10. april 1953 – 18. september 1961   | Døde i en flyulykke i Ndola i daværende Rhodesia |
| 3   | U Thant                 | Burma          | 30. november 1961 – 31. december 1971 | Første generalsekretær fra Asien, gik af efter Folkerepublikken Kinas trussel om at nedlægge veto mod hans tredje periode i december 1971. Var fungerende generalsekretær fra Hammarskjölds død. |
| 4   | Kurt Waldheim           | Østrig         | 1. januar 1972 – 31. december 1981    | |
| 5   | Javier Pérez de Cuéllar | Peru           | 1. januar 1982 – 31. december 1991    | Første generalsekretær fra Sydamerika. |
| 6   | Boutros Boutros-Ghali   | Egypten        | 1. januar 1992 – 31. december 1996    | Første generalsekretær fra Afrika, gik af efter USA's veto mod hans anden periode i december 1996.                                                                                               |
| 7   | Kofi Annan              | Ghana          | 1. januar 1997 – 31. december 2006    | |
| 8   | Ban Ki-moon             | Sydkorea       | 1. januar 2007 – 31. december 2016    | |
| 9   | António Guterres        | Portugal       | 1. januar 2017 –                      | |